# Piotr Krystian Domaradzki
Piotr Krystian Domaradzki, pseudonim literacki z czasów PRL Piotr Krystian Równia, znany na emigracji także jako Peter K. Domaradzki (ur. 21 czerwca 1946 w Strzelcach Opolskich, zm. 4 listopada 2015 w Chicago ) – polski pisarz, eseista, tłumacz i dziennikarz, z wykształcenia historyk, z zamiłowania grafik, muzyk i malarz, związany z Gdańskiem i Chicago, autor publikacji politycznych i historycznych. Od końca lat 70. XX wieku był działaczem opozycji antykomunistycznej, a następnie, po emigracji, działacz polonijny, od roku 2004 wikipedysta.

## Życiorys
Ukończył historię na Uniwersytecie Gdańskim ze specjalnością historia wojskowości w starożytności.
W drugiej połowie lat 70. działał w Wolnych Związkach Zawodowych na Wybrzeżu. W latach 1980–1981 był pracownikiem etatowym Komisji Krajowej NSZZ „Solidarność”, w 1981 roku odpowiedzialny za kombatantów oraz prasę i wydawnictwa „Solidarności” . Był represjonowany przez organy SB ze względu na działalność opozycyjną. W latach 1983–1990 rozpracowywał go Departament I MSW w ramach sprawy pod kryptonimem „Kojnos”. W styczniu 1984 roku z przyczyn politycznych wyemigrował z PRL.
Po dziesięciomiesięcznym pobycie we Francji uzyskał wraz z rodziną w listopadzie 1985 roku azyl polityczny w Stanach Zjednoczonych, zamieszkał w Chicago. W roku 1996 uzyskał amerykańskie obywatelstwo. W latach 1985–1987 i 1998–2009 był sekretarzem redakcji, a od 1 października 2009 do 15 marca 2013 roku pełnił obowiązki redaktora naczelnego „Dziennika Związkowego”, największej polskojęzycznej gazety codziennej w Chicago .
Wiosną 1996 roku wespół z Wojciechem Wierzewskim założył polonijny panel dyskusyjny Konwersatorium „Dialog 96”, poświęcony ważnym wydarzeniom artystycznym, kulturalnym i politycznym w kręgach amerykańskiej Polonii. Początkowo miejscem spotkań było Centrum Kopernikowskie w Chicago, a następnie kawiarnia przy Domu Polskiej Książki w Chicago. Była to próba ożywienia polonijnego środowiska .
20 października 2015 roku uległ zaczadzeniu w czasie pożaru w jego domu w Chicago, na skutek czego zmarł 4 listopada 2015 roku. Pozostawił żonę Janinę oraz dwoje dzieci: Krystiana (ur. 1979) i Sarę (ur. 1991). Uroczystości pogrzebowe odbyły się 8 listopada 2015 roku w Lawrence Funeral Home przy 4800 N. Austin Ave. w Chicago .
Od 25 września 2004 roku do śmierci był wikipedystą, wykonał na Wikipedii ponad 110 tysięcy edycji w około 11 tysiącach artykułów. Jego ulubionym tematem była historia wojskowości. Ponad 20 jego wikipedialnych artykułów zostało wyróżnionych medalem. Posługiwał się nickiem „Belissarius”  .

## Działalność publicystyczna

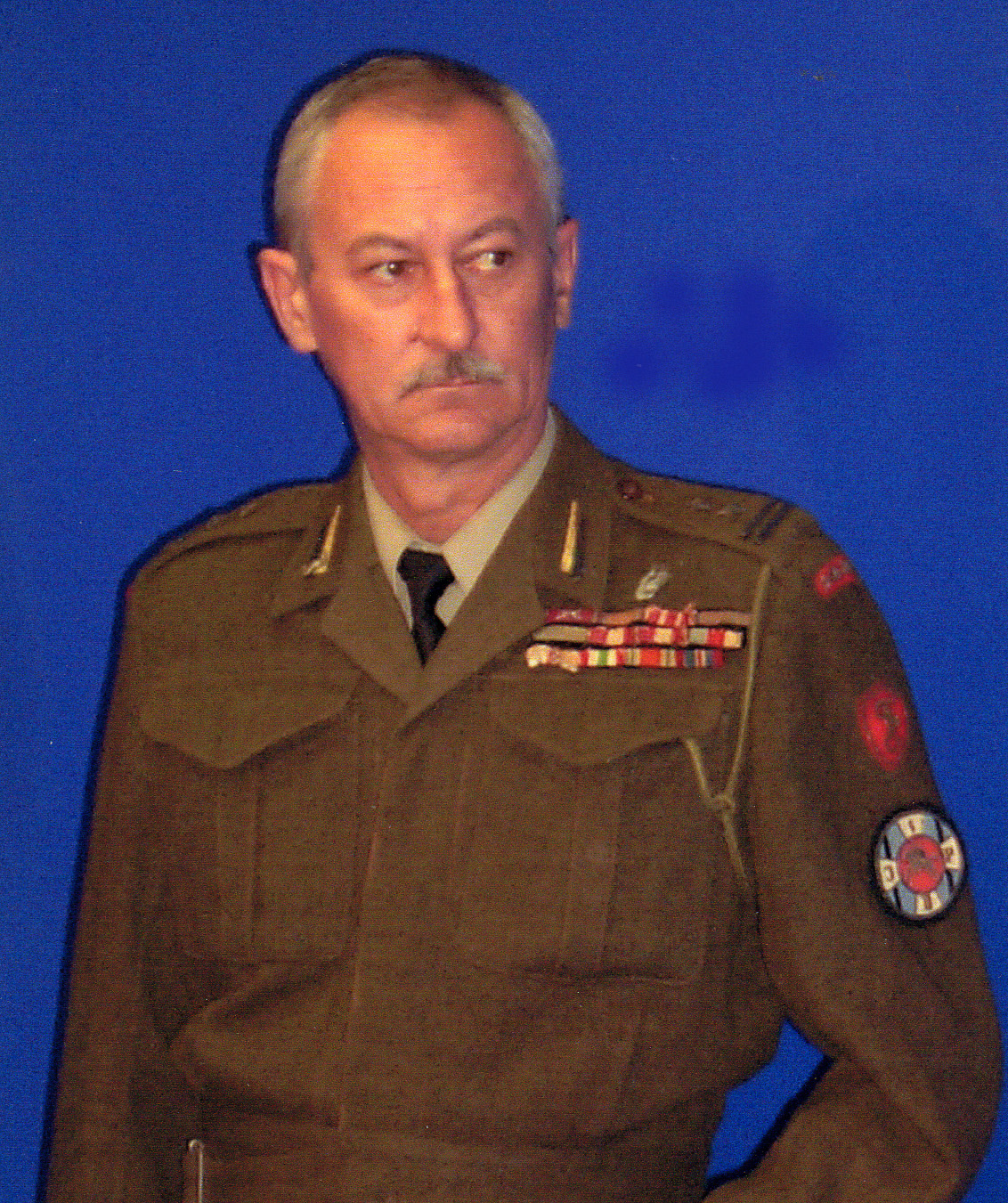
W mundurze pułkownika z czasów II wojny światowej (autoportret).

Jeszcze jako student współredagował magazyn „Student”. Jako dziennikarz zaczął pracować w 1974 roku. W latach 1974–1980 współpracował z pismami: „Politechnik”, „Dziennik Bałtycki”, „Morze”, „Wybrzeże”. Później ze względu na działalność opozycyjną miał mniejsze możliwości publikowania.
Jako działacz Solidarności przypomniał historię Towarzystwa Gimnastycznego „Sokół” i wzywał do odrodzenia jego idei. Odezwa była kolportowana wśród uczestników I Krajowego Zjazdu Delegatów NSZZ „Solidarność”. Był redaktorem pisma „Kombatant-Szaniec” oraz wydawnictwa „Bellona”, którego był założycielem. Podczas stanu wojennego był współwydawcą podziemnego pisma „Solidarność Gdańsk” . W latach 1981–1983 publikował w wydawnictwach podziemnych. Redagował w pismach konspiracyjnych „Nie” i „Oko”.
Po przybyciu do USA w swych publikacjach zachęcał amerykańską Polonię do udzielania pomocy materialnej Polsce. Po roku 1987 przez jedenaście lat jedynie „sporadycznie” publikował, ale działalności społeczno-politycznej nie zaniechał. W 1998 roku znów wrócił do aktywnej działalności publicystycznej . Jego eseje historyczne ukazywały się w latach 1999–2014 w „Kalejdoskopie”, cotygodniowym dodatku do „Dziennika Związkowego” w Chicago. Przez wiele lat współpracował z tygodnikiem „Gwiazda Polarna”.
Uważał, że „media polonijne nie powinny aktywnie mieszać się w wewnętrzne sprawy polskie, a to głównie ze względu na oddalenie w przestrzeni i czasie, które nie pozwala nam na obiektywną ocenę sytuacji”, a dziennikarze polonijnych mediów mają prawo do własnych poglądów politycznych, ale komentarze winni zostawiać swoim kolegom z kraju. Iwona Arent zarzuciła mu, że zakłada „kaganiec” na usta polonijnym dziennikarzom .

## Powieściopisarz
Jego jedyna opublikowana powieść Wiórki kokosowe (2003) ma zawiłą kompozycję, u podstawy tego dzieła leży postmodernistyczna teza: „Nie ma i nie było prawdy obiektywnej”. Książkę można uznać zarówno za cykl luźno splecionych z sobą opowiadań, jak i za powieść. Akcja toczy się w fikcyjnym archipelagu Matjan, który przypomina Indonezję. Akcja toczy się na jednej wyspie i może jej odpowiadać zarówno Timor Wschodni jak i Irian Zachodni. Mieszkańcy archipelagu prowadzą najpierw walkę narodowowyzwoleńczą przeciwko Japończykom i Holendrom. Jednak po odejściu kolonizatorów nie przychodzi pokój, a kraj pogrąża się w wojnie domowej prowadzonej przez oddziały partyzanckie. Walka zbrojna, pomimo iż jest prowadzona w imię wzniosłych ideałów, deprawuje jej uczestników, przywódców politycznych, dowódców wojskowych, niszczy społeczeństwo, w interesie którego jest prowadzona. Wojna domowa nie przeszkadza jednak międzynarodowym firmom w robieniu interesów ekonomicznych w rozdartym wojną kraju.
Przygotowywał inną powieść pod tytułem Człekopodobni, lecz nigdy jej nie ukończył.

## Publikacje
powieści
- Wiórki kokosowe. Toruń: Wyd. Adam Marszałek, 2003. ISBN 83-7322-671-0. Brak numerów stron w książce

opracowania

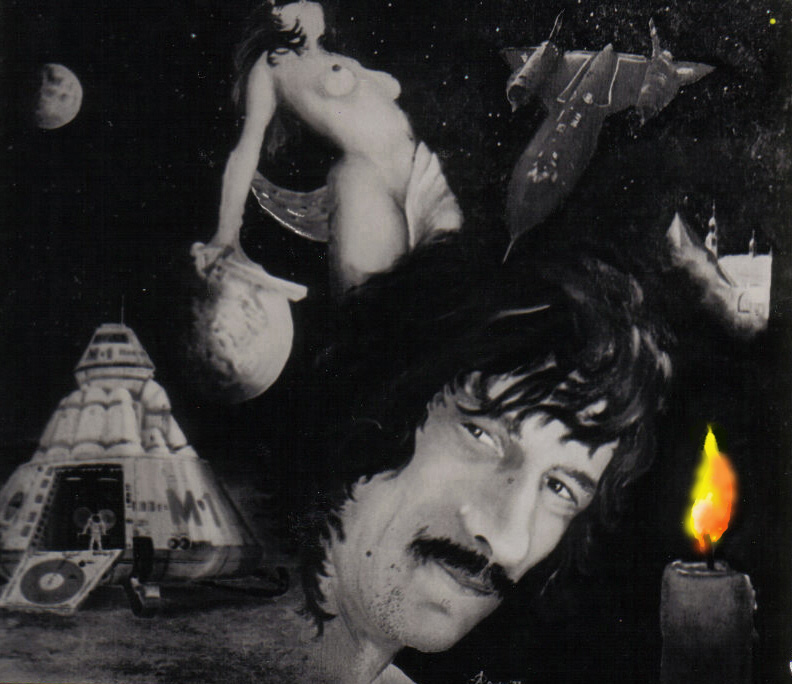
Autoportret ze świecą (1974).

- Homo Armatus: Historia wojskowości w starożytności, nakładem wydawnictwa UG, 1979.
- Obrona Lwowa, wydawnictwo NSZZ „Solidarność”, Gdańsk, 1981. Pod pseudonimem Piotr Krystian Równia.
- Korpusy polskie w Rosji 1917–1919, wydawnictwo NSZZ „Solidarność”, Gdańsk, 1981.
- Szaniec Kombatant: Biuletyn informacyjny Krajowej Rady Koła Kombatantów NSZZ „Solidarność”, Gdańsk: 1981.
- Towarzystwo Gimnastyczne Sokół: 1867-1981, 1981, miejsce wydania nieznane.

tłumaczenia
- Harvey Sarner: Zdobywcy Monte Cassino, Generał Anders i jego żołnierze. Poznań: Zysk i S-ka Wydawnictwo, 2006. ISBN 83-7506-003-8. Brak numerów stron w książce Od 2007 także w wersji Braille’a dla niewidomych.
- Harvey Sarner: Generał Anders i żołnierze II Korpusu Polskiego. Poznań: Zysk i S-ka, 2002. ISBN 83-7150-864-6. Brak numerów stron w książce